# Aphyosemion cyanostictum
Aphyosemion cyanostictum és una espècie de peix de la família dels aploquèilids i de l'ordre dels ciprinodontiformes.

## Morfologia
Els mascles poden assolir els 6,5 cm de longitud total.

## Distribució geogràfica
Es troba a Àfrica: nord del Gabon i República del Congo.